# Kalle Anka på äggjakt
Kalle Anka på äggjakt (engelska: Contrary Condor) är en amerikansk animerad kortfilm med Kalle Anka från 1944.

## Handling
Kalle Anka är på upptäcktsfärd och hittar ett fågelbo med flera kondorägg. När mamman för tillfället är borta försöker Kalle Anka att stjäla ett av äggen genom att gömma sig i ett tomt ägg, men det visar sig att det inte är någon bra idé när mamman sätter sig på äggen. Inte heller blir det bättre när han kläcks ur det tomma ägget och mamman tror att han är hennes unge, som hon vill lära flyga.

## Om filmen
Filmen hade svensk premiär den 8 januari 1945 på biografen Spegeln i Stockholm.
Filmen har haft flera svenska titlar genom åren. Vid biopremiären 1945 gick den under titeln Kalle Anka på äggjakt. Alternativa titlar till filmen är Kalle Anka på högre höjder, Kalle Anka på jakt efter kondorägg och Äggsamlaren.
Filmen har givits ut på VHS och finns dubbad till svenska.

## Rollista
- Clarence Nash – Kalle Anka
- Florence Gill – kondormamman, kondormammans barn[8]